# Rainer Pitschas
Rainer Pitschas (* 7. Juli 1944 in Deutsch Krone, Provinz Pommern) ist ein deutscher Rechtswissenschaftler.

## Leben
Pitschas studierte nach abgeschlossener Verwaltungsausbildung zum Diplom-Verwaltungswirt (FH) Rechtswissenschaft, Soziologie, Politik- und Verwaltungswissenschaft an den Universitäten Berlin, Freiburg und der Deutschen Hochschule für Verwaltungswissenschaften Speyer. Danach war er in der Sozial- und Personalverwaltung des Landes Berlin berufstätig. Von 1975 bis 1978 war er Wissenschaftlicher Assistent an der Freien Universität Berlin und von 1979 bis 1985 als Akademischer Rat auf Zeit am Institut für Politik und Öffentliches Recht der Ludwig-Maximilians-Universität München. 1982 promovierte Pitschas im Verfassungsrecht, Arbeits-, Bildungs- und Sozialrecht; von 1986 bis 1988 folgte ein Habilitationsstipendiat der Deutschen Forschungsgemeinschaft mit Auslandsaufenthalten. 1988 erfolgte die Habilitation für die Fächer Staats- und Verwaltungsrecht, Sozialrecht, Öffentliches Wirtschaftsrecht und Verwaltungslehre. Es folgten Lehrstuhlvertretungen an den Universitäten Berlin und Saarbrücken und 1989 der Ruf an die Deutsche Hochschule für Verwaltungswissenschaften Speyer.
Am 21. Juli 2008 wurde Pitschas mit der Ehrendoktorwürde der mongolischen Academy of Management ausgezeichnet.
Pitschas war forschend und beratend für Regierungen und Institutionen im In- und Ausland tätig.
Seine Arbeitsschwerpunkte sind internationale Rechts- und Verwaltungszusammenarbeit, Vergleichende Rechts- und Verwaltungswissenschaft, Public Management, Europarecht, Öffentliches Recht und Sozialrecht, Gesundheits- und Sozialpolitik.
Seit Juli 2012 ist er stellvertretender unparteiisches Vorsitzender des Gemeinsamen Bundesausschusses (G-BA).